# Dectocraspedon lichenea
Dectocraspedon lichenea är en fjärilsart som beskrevs av George Francis Hampson. Dectocraspedon lichenea ingår i släktet Dectocraspedon och familjen nattflyn. Inga underarter finns listade i Catalogue of Life.